# NetBEUI
NetBEUI (NetBIOS Extended User Interface) ist ein Netzwerkprotokoll. 

## Aufbau
NetBEUI ist Bestandteil des Microsoft-Protocol-Stacks und auf der Vermittlungsschicht (Ebene 3) des OSI-Schichtenmodells angesiedelt, von wo aus es mit dem NetBIOS (Darstellungsschicht) beziehungsweise mit dem LLC (Sicherungsschicht) kommuniziert. NetBEUI bildet zusammen mit NetBIOS den Microsoft-Protocol-Stack, der in heutigen Netzwerken üblicherweise durch den IP-Protocol-Stack ersetzt wurde.
Der Protokollkopf ist 132 Bit groß. Es ist klein und schnell, aber nicht routingfähig. Basis für den Datentransport sind  Hardware-Adressen (MAC-Adressen), so dass es ohne zusätzliche Hilfsmittel wie beispielsweise IP-Adressen auskommt, die Identifizierung der Quell- und Zielcomputer erfolgt nur per Hostname. Dieser Hostname ist unter Windows der „Computername“. Er darf für NetBEUI 15 Zeichen nicht überschreiten.

## Verwendung
Mit NetBEUI stand unter Windows ein einfaches und leicht bedienbares Netzwerkprotokoll zur Verfügung, das zwar für Heimanwender und Kleinbetriebe geeignet war, nicht jedoch für Konzerne mit mehreren Netzwerksegmenten oder gar der Anbindung ans Internet. Die typische Netzwerkgröße beträgt etwa 10 bis 20 Benutzer.
Damals vorherrschend war Novells Netware-Umgebung mit Unterstützung für die Protokolle IPX und SPX, wozu NetBEUI ebenso wie zu AppleTalk nicht kompatibel ist. Die Digital Equipment Corporation entwickelte eigens für Microsofts „Windows for Workgroups 3.11“ DEC Pathworks, um die Kompatibilität zu anderen Betriebssystemen zu erweitern. Ein wesentlicher Kritikpunkt war der übermäßige Broadcasting-Anteil des NetBEUI am Gesamtverkehr innerhalb der Netzwerke, was später auch zu einer Umorientierung in Richtung TCP/IP beitrug.

## Bedeutung des Protokolls
Das Windows-Netzwerk basierte ursprünglich auf diesem Transportprotokoll, da Microsoft die Verwendung des Internets durch Heimbenutzer ursprünglich gar nicht vorgesehen hatte. Es wurde bis einschließlich Windows Me beziehungsweise Windows 2000 als Standardprotokoll verwendet, obwohl SMB over TCP/IP bereits seit Windows for Workgroups unterstützt wurde (musste hier aber erst von Hand nachinstalliert werden). Mit Windows for Workgroups erreichte das bereits integrierte NetBEUI seine größte Verbreitung, da diese Windowsversion erstmals mit Bordmitteln bereits die Vernetzung zwischen Windows-Rechnern vorsah.
Durch die wachsende Bedeutung des Internets wurde jedoch das TCP/IP-Protokoll unverzichtbar und zum allgemeinen Standard auch für kleinere Netzwerke, wohl auch wegen seiner Systemoffenheit und Flexibilität. Für Windows XP wird die Installation von NetBEUI noch optional (für eine etwaige Verwendung im LAN) angeboten, jedoch nicht mehr offiziell von Microsoft unterstützt. Ab Windows Vista ist es nicht mehr verfügbar (die XP-Version ist allerdings noch lauffähig) und gilt heute als historisch.